# Раймунд Меус
Раймунд Меус (пол. Rajmund Meus, дати нароодження і смерті невідомі) — польський архітектор і будівельний підприємець, який працював у Кракові.

## Біографія
Дід Раймунда Мацей Меус походив з Бельгії. Батько Станіслав Меус брав участь у листопадовому повстанні року. Спільно з Броніславом Гурським Раймунд Меус заснував фабрику бетонних виробів, яка розташовувалась на вулиці Кроводжа, 6. Офіс був на ринку Клепарському, 13. Деякі вироби мали клеймо MGS. — «Meus Górski i Spółka».
У 1880—1882 роках член Політехнічного товариства у Львові. 1892 року очолив редакцію краківського журналу Czasopismo Techniczne — друкованого органу Краківського технічного товариства. 1911 року обраний членом міської ради Кракова. Член журі конкурсу проектів генплану «Великого Кракова» (1910), Національного музею на Вавелі (1912)
- Конкурсний проект будинку ощадної каси у Станіславові (1882).[7]

- Дім Целестина Чинцеля на площі Ринок, 4 у Кракові. Збудований до 1908 року на місці давнішого. Планування, осьовий поділ, загальне вирішення фасаду першого поверху виконав Раймунд Меус. Проект решти фасаду Людвіка Войтичка обрано на конкурсі 1906 року.[8]

- Перше місце на конкурсі регуляції вулиці Вольської у Кракові (1914, спільно з Альфредом Крамарським і Стефаном Яном Меєром).[9]
- Проект кооперативної друкарні на вулиці Миколайській, 13-15 (1907).[10]
- Проект будинку Промислового банку і Товарно-грошової біржі «Gródek» на розі вулиць Миколайської і святого Томаша, 43.[10]
- Будівництво монастиря уршулянок на вулиці Старовісльній у Кракові під керівництвом Томаша Прилінського.[11]